# トミー・スミス
トミー・スミス（Tommie Smith, 1944年6月6日 - ）は、アメリカの男子陸上競技選手（短距離走）。1968年メキシコシティーオリンピックで男子200メートル競走を制した。

## 経歴
トミー・スミスはカリフォルニア州リムーアで生まれた。サンノゼ州立大学(San Jose State)での学生時代、アマチュア運動連合（Amateur Athletic Union、略称: AAU）の1ハロン走（201メートル競走）王者に加え、1967年全国大学選手権220ヤード走(201メートル競走)のタイトルを獲得した。彼は1968年全米アマチュア競技連盟の200mを連覇、メキシコシティオリンピックのアメリカ・ナショナルチームの一員に選ばれた。1968年メキシコシティオリンピック男子200mにおいて19秒83の世界新記録で金メダルを獲得。しかし、その表彰台で後述するアメリカ国内の黒人差別に抗議するパフォーマンスを行い、アメリカオリンピック委員会（United States Olympic Committee、略称:USOC）によってオリンピックから追放される。
スミスはリムーア高校在学中でさえ、そのとてつもない潜在力の片鱗を示し、今も破られていない多くの記録を含め、ほとんどの陸上競技で校内記録を打ち立てた。大学卒業後の3年間、シンシナティ・ベンガルズ (Cincinnati Bengals) でプロフットボール選手となった。その後、オハイオ州のオーバリン大学で陸上競技のコーチとなる。彼はここで社会学も教えていた。そして、現在はカリフォルニア州サンタモニカにあるサンタモニカカレッジで学部教授となっている。
スミスは生涯7つの個人世界新記録を樹立している。そしてサンノゼ州立大学時代はいくつかの世界記録を獲得した陸上リレーチームの一員でもあった。100メートルの10秒1、200メートルの19秒83、そして400メートルの44秒5という最高タイムを持ち、今日でも依然として記録リスト (the All-time Records) の上位にランクされている。また現在はほとんど行われないが、直線路の200メートル走においては、19秒4というとてつもないタイムを記録している。
1969年にはAFLのシンシナティ・ベンガルズで1年間プレイした。
1978年、全米陸上競技の殿堂 (the National Track and Field Hall of Fame) 入りメンバーとなった。1996年、スミスはカリフォルニア黒人スポーツ栄誉殿堂 (the California Black Sports Hall of Fame) 入りし、1999年にはスポーツマン・ミレニアム賞 (the Sportsman of the Millennium Award) を受賞している。2000年から2001年、ロサンゼルス郡やテキサス州はCommendation, Recognition and Proclamation Awardsを送っている。

## オリンピックでの抗議パフォーマンス

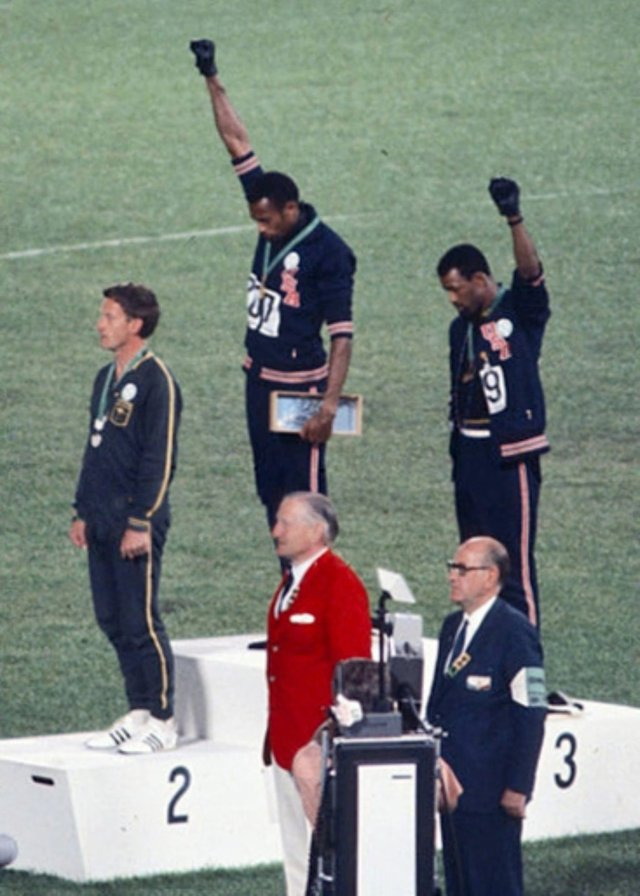
1968年メキシコシティーオリンピックの200メートル走の表彰台で、拳を掲げる金メダリストのスミス（中央）と銅メダリストのジョン・カーロス（右）。銀メダリストのピーター・ノーマン（左）も二人の行為に賛同し、OPHR（人権を求めるオリンピック・プロジェクト）のバッジを装着している。

1968年に開催されたメキシコシティーオリンピック男子200メートルにおいて金メダルを獲得したスミスは、メダル授与の際、銅メダルを獲得したチームメイトのジョン・カーロスと共に黒手袋をつけ、靴を脱いで黒いストッキングを見せる格好で表彰台に上がった。アメリカ国内の人種差別に抗議するために彼らは星条旗が掲揚されている間中、ブラックパワー・サリュート (Black Power salute) という拳を高く掲げる「ブラックパワー」を誇示するパフォーマンスを行った。
同競技の銀メダリストでオーストラリアの白人ピーター・ノーマンも二人の抗議行動を支援、彼もまた表彰台で人権を求めるオリンピック・プロジェクト（Olympic Project for Human Rights、略称:OPHR）のバッジを着けていた。
オリンピックという国際舞台でのカーロスとスミスの抗議パフォーマンスは、アメリカ公民権運動上の画期的な事件の一つとなったが、この様な政治的行為はオリンピック憲章に違反することから、アメリカオリンピック委員会（United States Olympic Committee、略称:USOC）は2人のパフォーマンスを政治的パフォーマンスとして非難、アメリカ・ナショナルチームから即日除名すると共に、オリンピック村から追放した。
両名に厳しい措置がとられたにもかかわらず、その後もメキシコシティオリンピックの表彰台ではアフリカ系アメリカ人による抗議のパフォーマンスが繰り広げられた。男子400メートルを独占したアメリカのリー・エバンス、ラリー・ジェームズ、ロン・フリーマンは黒いベレー帽をかぶり、トミー・スミスら同様に拳を掲げた。男子走幅跳の金メダリストボブ・ビーモンは黒いソックスを履き、同じく男子走幅跳のラルフ・ボストンは素足で壇上に上がった。いずれも「黒」を強調することでブラックパワーを誇示するパフォーマンスである。